# Kościół Opatrzności Bożej w Kuźnicy
Kościół pw. Opatrzności Bożej w Kuźnicy – rzymskokatolicki kościół parafialny we wsi Kuźnica, w województwie podlaskim. Należy do dekanatu Sokółka archidiecezji białostockiej.

## Historia
Obecna świątynia została wzniesiona w latach 1860-1864, dzięki staraniom księdza Adama Pisanki jako okazała, murowana, budowla z dwiema wieżami i detalami ostrołukowymi. Była jednym z pierwszych na Białostocczyźnie kościołów wybudowanych w stylu neogotyckim. Świątynia została poświęcona przez dziekana z Grodna, księdza Aleksandra Gintowta-Dziewałtowskiego w dniu 15 grudnia 1864 roku. 
Podczas II wojny światowej budowla została mocno uszkodzona. Kościół odbudowywany był przez księdza Jana Malinowskiego razem ze swymi parafianami. 

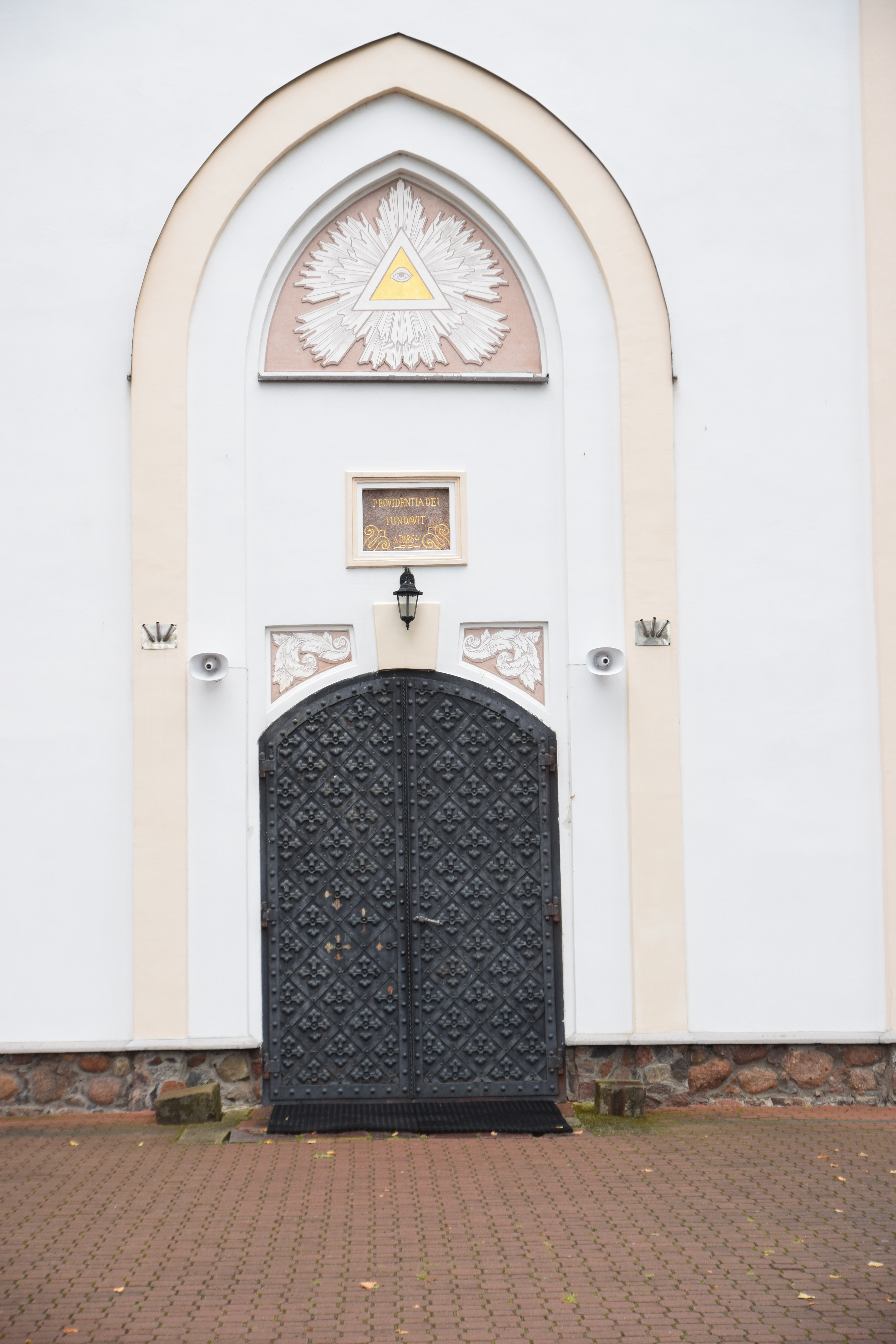
Wejście do świątyni

W latach 1994–1997 świątynia została gruntownie wyremontowana przez księdza Konstantego Andrzejewicza. W ramach tych prac zostały wykonane m.in. żelbetowe sklepienia, nowy dach i tynki. Kościół zyskał też nowy wystrój.
W dniu 16 września 2012 roku świątynia została konsekrowana przez arcybiskupa metropolitę białostockiego Edwarda Ozorowskiego. Do uroczystości doszło, dzięki zaangażowaniu proboszcza parafii kuźnickiej, księdza Sylwestra Szyluka. Świątynia nie została konsekrowana wcześniej z powodu represji carskiego aparatu władzy wobec Polaków i kościoła rzymskokatolickiego.